# Always and Forever (álbum de Planetshakers)
El álbum Always and Forever (Siempre y para Siempre, traducido al español). Esta producción contiene 10 canciones de alabanza y adoración de la banda Planetshakers. 

## Temas
- Always and Forever (4:54).
- See You (4:03)
- Not Ashamed (4:50).
- Great and Mighty (6:10).
- All I'm Living for (7:39).
- Don't Pass Me By (6:27).
- One for Me (4:51).
- Sing of Your Love (5:09).
- Weight of the World (5:29).
- Cry Holy (7:08).